# Île-de-France
Île-de-France (Francoski otok) je osrednja francoska regija. Njeno glavno administrativno mesto in hkrati glavno mesto države je Pariz.

## Geografija
Île-de-France leži v osrednji Franciji. Večina ozemlja pripada mestnemu predelu Pariza. Na severu meji na Pikardijo, na vzhodu na Šampanjo-Ardene, na jugovzhodu na Burgundijo, na jugozahodu na Center, na zahodu pa na Zgornjo Normandijo.

## Zgodovina
Île-de-France je bila skozi večino francoske zgodovine provinca s središčem moči v Parizu. Del ozemlja te zgodovinske province je danes v Pikardiji.
Ime se prvikrat pojavi leta 1387, ko je nadomestil starejše ime »Pays de France«. Ime izhaja iz ozemlja, obdanega z rekami Seno, Marno, Oise in Beuvronne (slovensko »Francoski otok«).
Ozemlje okoli Pariza je bilo prvotno v domeni francoskega kralja, v nasprotju z ozemlji, ki so jim vladali fevdalni gospodje, slednji pod njegovim suzerenstvom. 

### Zgodovinska ozemlja Île-de-France s pripadajočimi mesti
- Beauvaisis - Beauvais
- Brie - Brie-Comte-Robert
- Gâtinais - Nemours
- Hurepoix - Arpajon, Limours
- Laonnois - Laon
- Mantois - Mantes-la-Jolie
- Noyonnais, Quart de Noyon - Noyon
- Parisis - Pariz
- Soissonnois - Soissons
- Vexin français - Magny-en-Vexin
- Valois - Crépy-en-Valois

Regija je bila ustanovljena 6. maja 1976 na ozemlju prvotnega okrožja Pariške regije z odlokom, ki jo je izenačil z ostalimi francoskimi regijami.

## Upravna delitev
Regija je razdeljena na 8 departmajev. Osrednji in najmanjši departma je Pariz (75). Okoli Pariza trije departmaji tvorijo t. i. "malo krono" (fr. la petite couronne): Hauts-de-Seine (92), Seine-Saint-Denis (93) in Val-de-Marne (94). Malo krono obdajajo še preostali štirje departmaji, imenovani "velika krona" (fr. la grande couronne): Seine-et-Marne (77), Yvelines (78), Essonne (91) in Val-d'Oise (95).